# Озёрная площадь
Озёрная пло́щадь — площадь в Западном административном округе города Москвы на территории района Очаково-Матвеевское и на его границе с районом Тропарёво-Никулино.

## История
Площадь была наименована в 1994 году и получила своё название по соседней Озёрной улице, проходящей вдоль Большого Очаковского пруда и водоёмов парка Школьников на реке Очаковка и до 1961 года называвшейся улицей Мичурина.

## Расположение
Озёрная площадь, треугольная в плане, ограничена с юго-востока Мичуринским проспектом, с северо-запада — Озёрной улицей, с северо-востока — Никулинской улицей (до 6 ноября 2018 года — Проектируемым проездом № 1980, вошедшим в её состав).

## Транспорт

### Наземный транспорт
По прилегающим к Озёрной площади улицам проходят автобусы м16, м17, с17, 120, 226, с252, 261, 274, 329, 330, 461 (областной), 610, 622, 630, 667, 688, 699, 718, 752, 793, 807, 883, н11.
Неподалёку от площади располагается один из трёх филиалов «Юго-Западный» ГУП «Мосгортранс» (бывший 14-й автобусный парк).

### Метро
- Непосредственно под площадью располагается станция метро «Озёрная» Солнцевской линии.